# Maria Agnes Arnoudina Stemberg
Maria Agnes Arnoudina Stemberg (Renswoude, 30 mei 1854 – Den Haag, 14 september 1876) was een Nederlands zangeres.
Ze was dochter van predikant Johannes Stemberg en Henriette Adriana Antonia de Kock. Vader werd samen met vriend Dirk Antonie Tieme uitgever en later directeur van het dagblad Het Vaderland. Zelf bleef ze ongehuwd.
Ze kreeg haar opleiding van Adolf Schulze aan de Universiteit voor de Kunsten Berlijn. Ze ontwikkelde daar een “heerlijke stem” zoals aangeduid in muziektijdschrift Caecilia. Ze zou daarbij een goede opvolger zijn van alt Amalie Joachim, enige tijd vrouw van Joseph Joachim en concertzangeres aan het hof van Hannover. Een vroegtijdige dood brak haar loopbaan in de knop. Ook haar ouders werden niet oud; moeder was al overleden voor haar dochter, vader volgde in 1880 (52 jaar).